# Virgem dos Rochedos (Leonardo da Vinci, Paris)
A Virgem dos Rochedos (em italiano:  Vergine delle Rocce) é uma pintura a óleo sobre madeira pintada no período de 1483 a 1486 pelo génio italiano Leonardo da Vinci e que se encontra no Museu do Louvre, em Paris.
Esta é a primeira versão do tema pois da Vinci pintou uma segunda versão (imagem a seguir) que se encontra na Galeria Nacional de Londres.

## Descrição
No centro, a Virgem Maria estende a mão direita para proteger o pequeno João Baptista que está em oração, ajoelhado e de frente para o Menino Jesus, que está mais abaixo, à direita, no ato de abençoá-lo e com o corpo em torção. Atrás dele está um anjo com um manto vermelho vaporoso que olha diretamente para o espectador com um leve sorriso, envolvendo-o na representação, e que com a mão direita aponta para João Batista, reenviando o olhar para o ponto de partida numa multitude de linhas de força. A mão esquerda de Maria se inclina para frente como se quisesse proteger o seu filho, com uma forte torção.

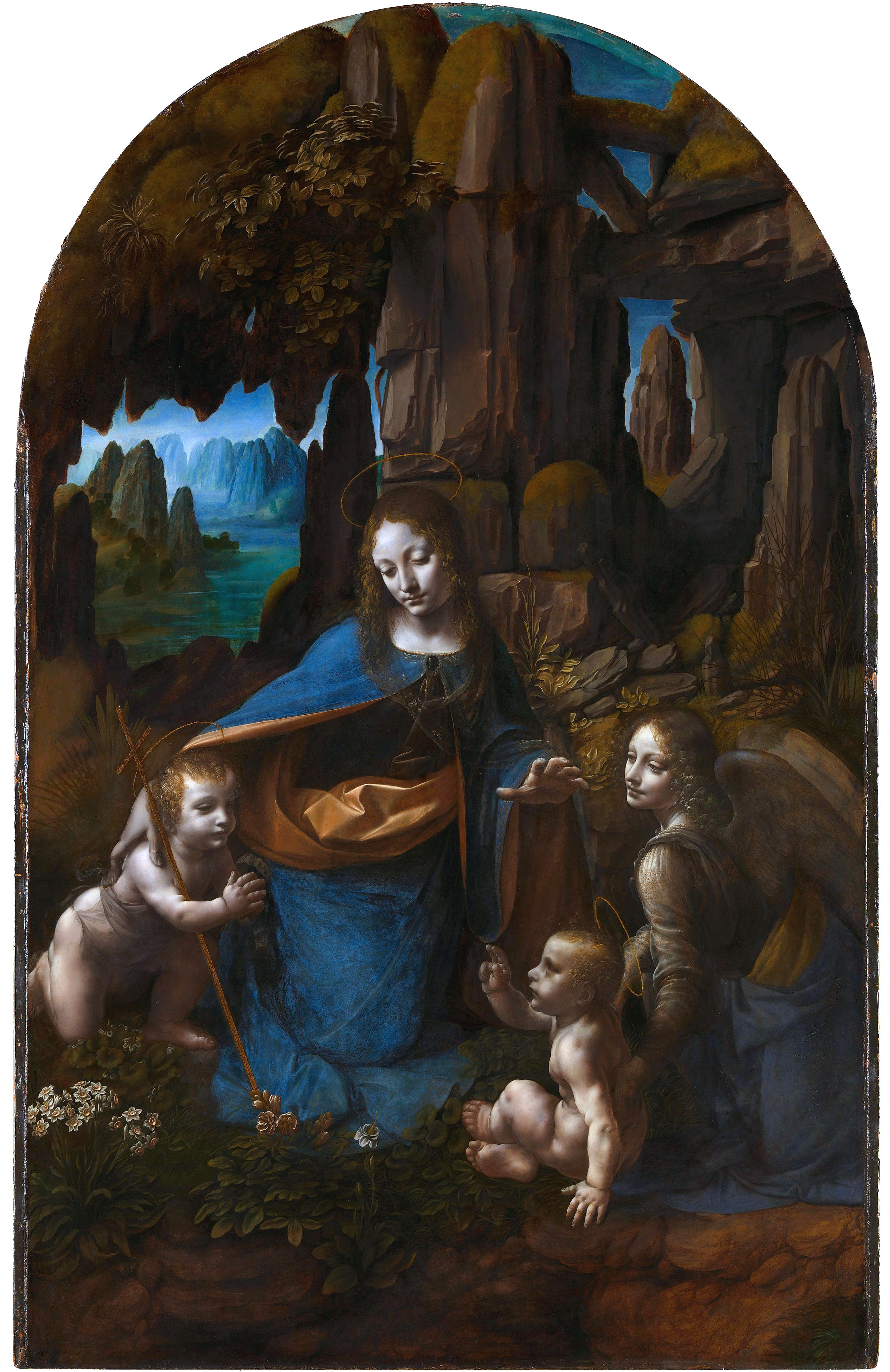
Virgem dos Rochedos (1494-1508), de Leonardo da Vinci, segunda versão do mesmo tema conservada na Galeria Nacional de Londres

A cena enquadra-se numa paisagem rochosa húmida, desenhada em termos arquitectónicos, e em que se destacam flores e plantas aquáticas desenhadas com minúcia de botânico vendo-se ao longe um curso de água. Duas aberturas permitem a vista longínqua do horizonte, revelando vistas interessantes de esporões rochosos e grupos de rochas íngremes, que à esquerda se desvanecem na distância devido à neblina, de acordo com a técnica da perspectiva aérea da qual Leonardo é considerado o iniciador. No topo, em vez disso, o céu torna-se sombrio, quase noturno, com a ameaça da caverna, pontuada por inúmeras plantas.
Pedretti notou uma série de elementos perturbadores no painel, como a configuração ambígua do corpo do anjo (definindo uma "harpia"), enquanto Bramly, referindo-se à posição invulgar da mão esquerda de Maria, descreve-a como "a garra de uma águia".

### Simbologia
A caverna representa o útero materno, o lugar do renascimento e a passagem para a vida após a morte. A rocha está intimamente relacionada com a missão de Cristo na terra, a fonte e a bebida purificadora da alma. A Virgem Maria é representada na sua função protetora de mãe e de ama. O anjo indica João Batista em oração como o mensageiro da Redenção que se cumpre através do batismo e do sacrifício de Cristo. O dedo apontando para cima indica a dimensão superior e sobrenatural a que Jesus está predestinado.
Além disso, como é evidente em várias passagens de seus escritos, Leonardo era fascinado pela imagem da "caverna", do ponto de vista científico ou geológico, mas acima de tudo como as "entranhas" da terra, natureza subterrânea ou subnatureza, "receptáculo da vida geológica, de movimentos enormes no espaço e no tempo que constituem o seu segredo" (André Chastel).

### Estilo
As figuras emergem do fundo escuro com uma luz difusa típica do sfumato de Leonardo, que cria uma atmosfera envolvente de "Revelação pacífica". A obra parece ocultar o mistério da Imaculada Conceição com o árido cenário montanhoso, escuro e simbólico, que evoca, com a manifestação das entranhas da natureza em que a Virgem parece se encaixar na perfeição, o sentido de mistério ligado à maternidade.
As cores são mais escuras que as usadas por Leonardo na versão seguinte do tema, mas a luz é definitivamente mais quente que a de Londres, asséptica e afiada.

## Fonte do tema

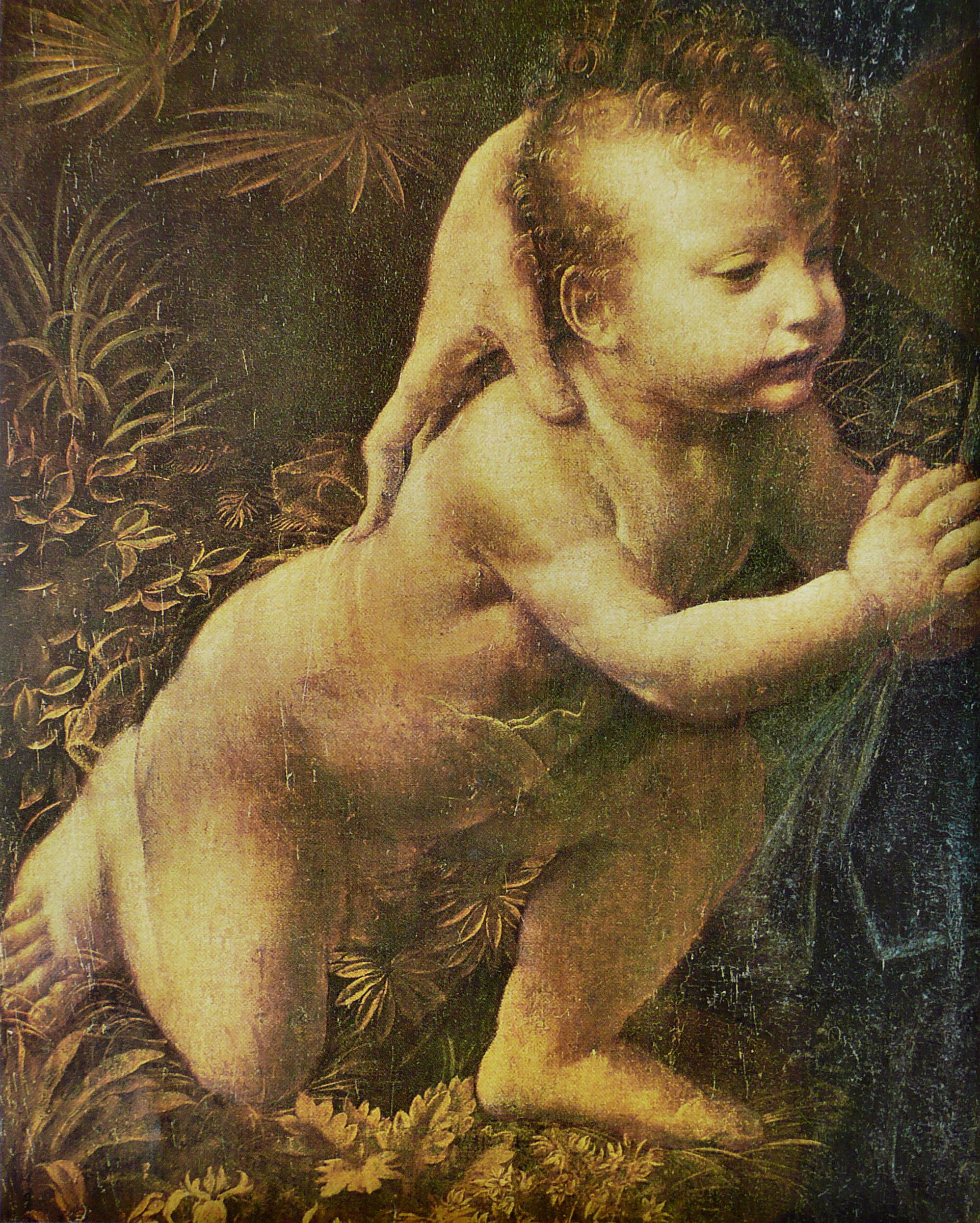
João Baptista (detalhe)

A pintura representa o encontro entre o Menino Jesus e João Batista, um episódio que não é narrado nos Evangelhos canónicos, mas deriva principalmente da Vida de João Batista atribuída a Serapião de Tmuis e, para certos detalhes como o cenário de uma paisagem rochosa, de episódios retirados de evangelhos apócrifos e outros textos devocionais, fontes amplamente utilizadas na época para a elaboração de temas de arte sacra.
No apócrifo Protoevangelho de Tiago refere-se que Isabel, a mãe de João Batista, soube que Herodes queria matar todas as crianças e então levou o seu filho e fugiu para a montanha. Olhando em volta e não encontrando abrigo, invocou Deus e naquele momento “a montanha abriu-se numa cavidade e os acolheu (...) e uma luz era visível para eles, porque havia um anjo do Senhor com eles que os guardava".

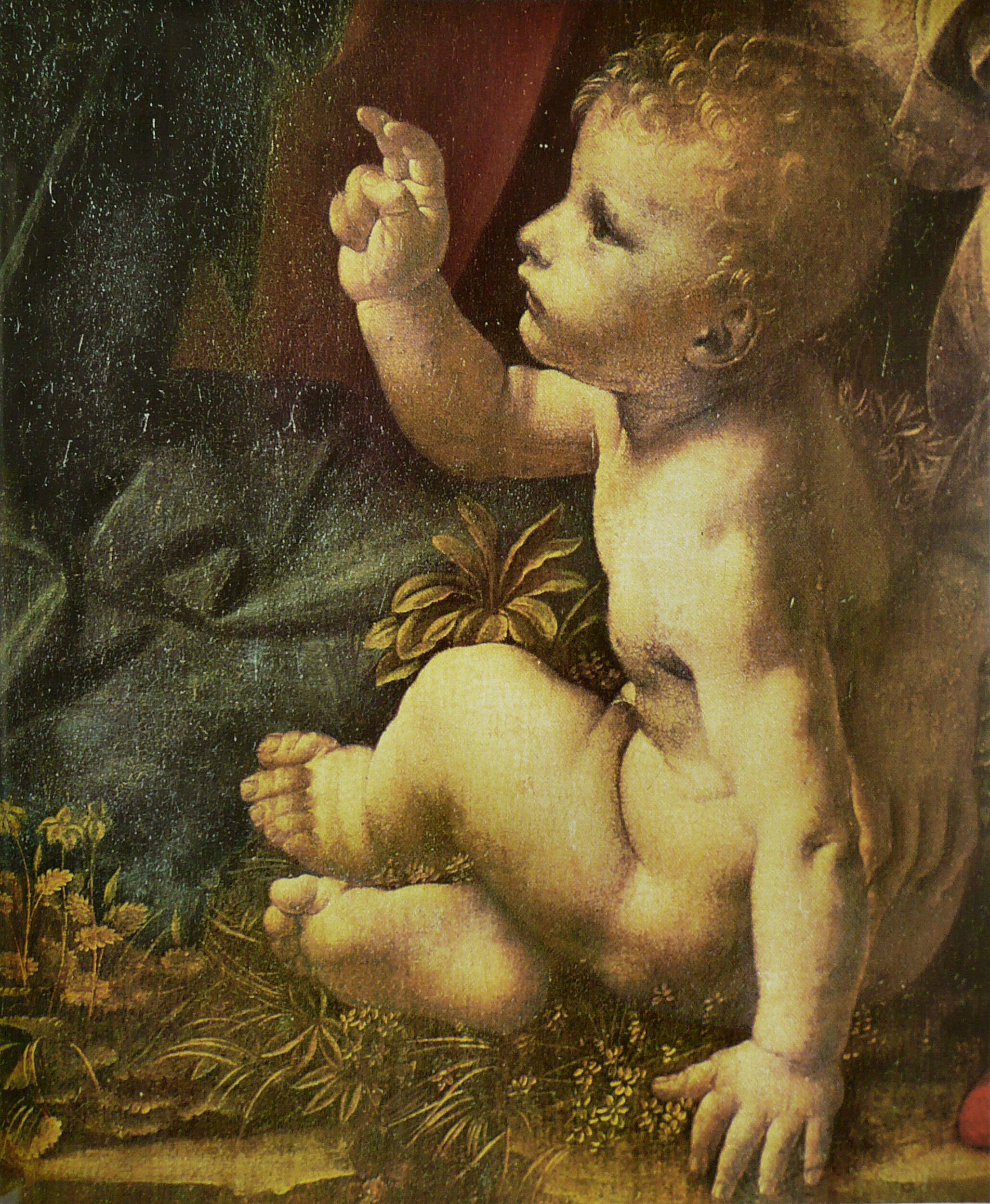
Menino Jesus (detalhe)

No Evangelho Latino da Infância, de acordo com o Código Arundel 404 (A102), encontra-se uma cena subsequente na montanha: "João estava com a sua mãe, Isabel no deserto, na brecha de montanha muito alta, e o anjo de Deus os alimentou. No deserto, João se fortaleceu. A sua comida era pois constituída de gafanhotos de campo e mel silvestre; o seu vestuário era feito de pêlo de camelo e usava à cintura um cinto de couro."
Na Vida de João Batista atribuída a Serapião, assiste-se ao encontro entre os dois meninos. Jesus vê João chorando perto de sua mãe Isabel que morreu depois de cinco anos vagueando pelas montanhas e desertos e diz-lhe para não se desesperar, porque "Eu sou Jesus Cristo, o teu mstre. Eu sou Jesus, teu parente. Vim até ti com minha amada mãe para preparar o enterro da abençoada Isabel tua feliz mãe. Ela é parente da minha mãe. Quando o abençoado e santo João ouviu isso, ele virou-se. O senhor Cristo e a sua virgem mãe o abraçaram." De acordo com esta história, Jesus e sua mãe ficam sete dias; em compartilhar, vendo que sua mãe chora pela solidão do pequeno João, Jesus diz-lhe que ela não deve preocupar-se, porque esta é a vontade de Deus, e acrescenta "Aqui está Gabriel, o chefe dos anjos: dei-lhe o encargo de protegê-lo e dar-lhe o poder do céu. Eu também lhe darei a água desta corrente doce e deliciosa como o leite que mamou da mãe".
Uma outra versão do encontro encontra-se num texto do início do século XIV que retoma e elabora histórias extraídas dos apócrifos, as Meditaciones vite Christi, atribuídas durante muito tempo a S. Boaventura, mas que presentemente foram restituidas ao seu autor, o franciscano Giovanni de Cauli. Na passagem dedicada ao retorno da fuga para o Egito lemos que Jesus e Maria "encontraram João Batista, que já havia começado a fazer penitência, embora não tivesse qualquer pecado. Diz-se que o lugar do Jordão em que João batizou é aquele por onde os filhos de Israel passaram quando vieram do Egito por aquele deserto; e naquele lugar no mesmo deserto, João fez penitência. A partir do qual é possível que o menino Jesus passando dali no seu regresso o encontrou naquele mesmo lugar."
Pietro Marani argumentou em várias ocasiões que o tema da obra poderia ter sido inspirado pelo Apocalypsis Nova do beato Amadeu da Silva, um franciscano que entre 1454 e 1457 foi convidado da Confraria  milanesa. Amadeo dava grande importância a Maria e João Batista como novos protagonistas da sua interpretação dos textos sagrados, e acima de tudo via Maria como repleta de perfeição e dotada do dom da "ciência total" assimilada à Sabedoria, imagem do conhecimento universal.
De acordo com Marani, Leonardo pode ter acedido aquele escrito pois que em Ms Madrid 8936, fol. 3 verso, ele regista um Libro dell'Amadio. Mas isto refere-se quase certamente a um livro de arquitetura de Giovanni Antonio Amadeo, arquiteto lombardo que em várias ocasiões colaborou com Leonardo e que foi designado como "árbitro" na disputa legal que opôs o artista à Confraria da Imaculada.

## AVirgem dos Rochedosno contexto do "Apocalypsis nova"
Recentemente, uma nova pesquisa surge para encerrar o intenso debate entre os historiadores da arte sobre a Virgem dos Rochedos, especialmente em relação à data de criação da primeira versão e ao motivo representado nas versões do Louvre e da National Gallery. Essa pesquisa, apresentada no livro A VISITAÇÃO por Leonardo da Vinci segundo o "Apocalypsis nova" (A verdadeira origem de "A Virgem dos Rochedos") por Ramón Moreno López de Ayala, propõe uma interpretação revolucionária que lança luz sobre a datação da obra e seu significado espiritual.
A teoria tradicional sustenta que a versão do Louvre foi pintada por Leonardo para atender a um pedido em 1483 pela Scuola della Concezione, seguida pela venda da pintura a outro cliente e pela criação da versão da National Gallery como substituição. Por outro lado, a pesquisa recente argumenta que a obra foi realizada após 1482, descartando as teorias que a situavam antes dessa data.
Segundo a nova abordagem, o contexto espiritual da época de Leonardo é essencial para compreender a pintura. Esse contexto está diretamente relacionado ao eremita franciscano Amadeu da Silva, falecido em Milão em 10 de agosto de 1482; pouco depois, Leonardo chegaria de Florença para trabalhar na Corte Sforza. O religioso foi enterrado em Santa Maria della Pace, em Milão, com um manuscrito abraçado ao peito, onde se lia a nota "Aperietur in tempore" ('Será aberto a tempo'). Este manuscrito, proibido de ser lido até que o escolhido por Deus o revelasse ao mundo, intitulado "Apocalypsis nova", narrava os oito "raptus" ou arrebatamentos ao céu que o Beato Amadeo sofreu da caverna penitencial de San Pietro in Montorio, em Roma, lembrada hoje pelo monumento erigido por Donato Bramante, conhecido como Tempietto.

Moreno López de Ayala demonstra que a quinta visão de Amadeo, que descreve um encontro celestial entre os meninos João Batista e Jesus, serviu de inspiração para a Virgem dos Rochedos. O detalhe chave para associar ambos os relatos é o escorço incomum do Menino Jesus, que está sentado e abençoa o menino João ajoelhado, enquanto o arcanjo Gabriel dirige seu olhar cúmplice para o espectador, apontando para o servo escolhido por Jesus. A prova chave do "Apocalypsis nova" extraída na pesquisa é o seguinte texto em latim:
Iesus vero quasi sedebat et, manu dextra erecta, versus ipsum Ioannem extensa, illum his verbis et eadem lingua benedicebat per modum cantici: ... ('Jesus, no entanto, enquanto estava sentado e, com sua mão direita erguida e estendida em direção a João, com estas palavras e, na mesma língua, o abençoava à maneira de um cântico': ...)
Este texto do "Apocalypsis nova" é preservado, entre outras bibliotecas, na Biblioteca Apostólica Vaticana, com referência "Vat.lat.3825" e corresponde à página 72r.
Leonardo, de acordo com essa teoria, pintou uma cena complexa que transcende a representação convencional da Visitação. Na nova interpretação, a Virgem dos Rochedos representa o momento bíblico da Visitação a partir da visão mística, marcando o início do caminho de salvação da humanidade. A cena se concentra no diálogo espiritual entre Jesus e João Batista, mas ainda não concebidos. A interação entre figuras não nascidas adiciona uma dimensão teológica e mística profunda à pintura, mostrando as figuras principais livres do pecado original. A obra convida o espectador a contemplar a transcendência e o mistério da fé. Portanto, a conexão teológica e mística entre ambas as figuras ainda não nascidas durante a Visitação torna-se o núcleo da obra, onde sua interação reflete a visão do "Apocalypsis nova" do Beato Amadeo da Silva em seu quinto arrebatamento.
Salientar que Amadeo era irmão de Santa Beatriz da Silva, fundadora da Ordem da Imaculada Conceição.
Em conclusão, esta pesquisa esclarece a respeito da origem e do significado espiritual da obra-prima de Leonardo da Vinci, desafiando as teorias tradicionais e enriquecendo nossa compreensão desta icônica obra do Renascimento.

## História

### A encomenda

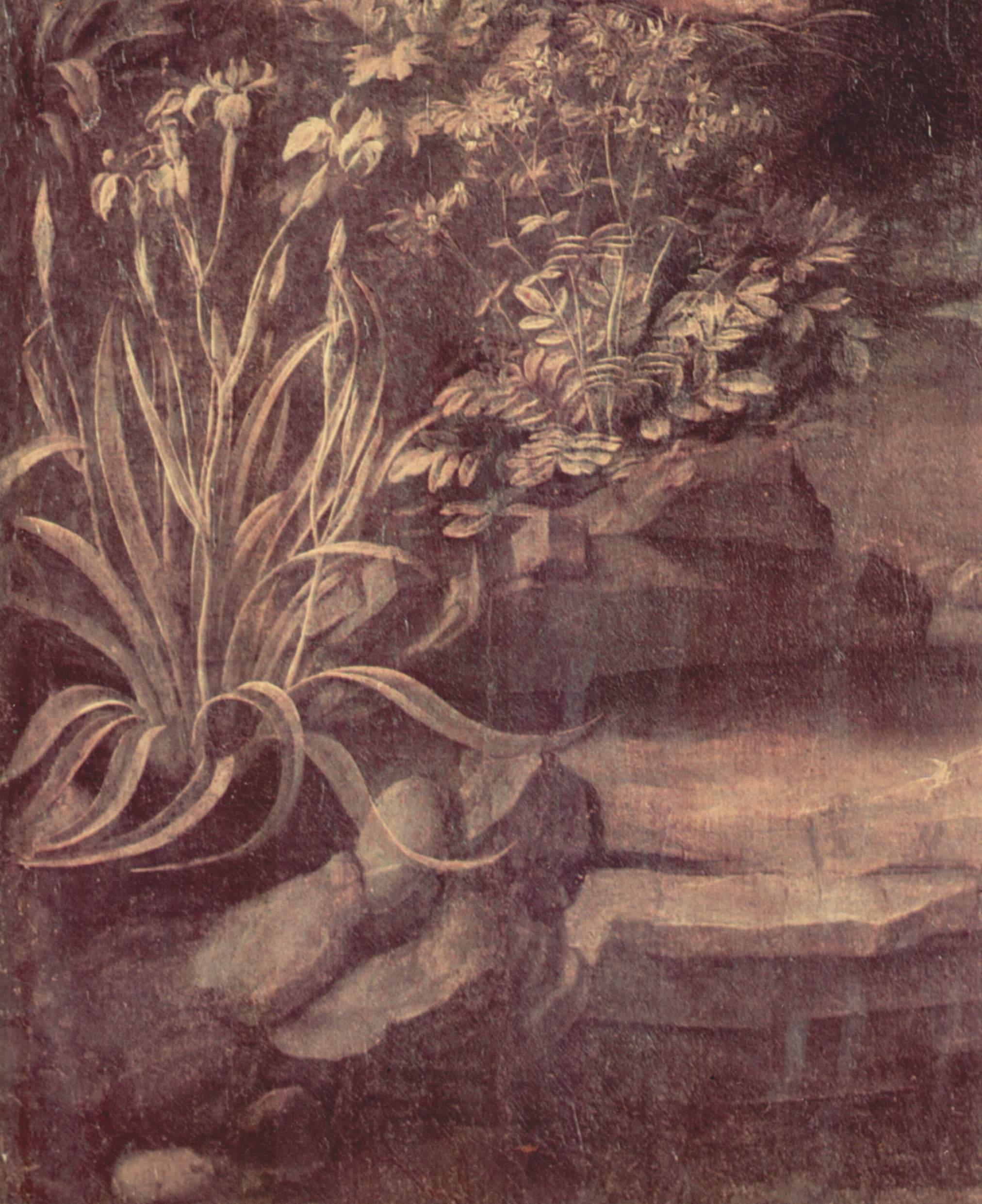
Detalhe botânico

A 25 de abril de 1483, Bartolomeo Scorione, prior da Congregação milanesa da Imaculada Conceição (confraria laica masculina), e Leonardo da Vinci assinaram um contrato para a execução de um retábulo pintado para o altar da capela da confraria na igreja de S. Francisco Grande de Milão (actualmente destruída). Foi a primeira encomenda que Leonardo recebeu em Milão, onde chegara cerca de um ano antes vindo de Florença e onde havia sido recebido com indiferença. Participaram no contrato os seus amigos pintores mais conhecidos então Evangelista De Predis e Giovanni A. de Predis que hospedavam Leonardo em sua casa perto da Porta Ticinese.
O contrato muito detalhado previa a execução dum tríptico. No painel central, a Virgem Maria com um rico vestido de "brocado de ouro azul tramarino" e "com o seu filhinho", Deus-Pai no alto, também ele com "vestimento de brocado d´ouro", um grupo de anjos ao "estilo greco" e dois profetas. Nas duas partes laterais os confrades pediram quatro anjos, "um quadro que cantem e o outro que toquem". 
Os painéis laterais foram confiados aos De Predis, e deviam mostrar anjos em glória, tudo por um pagamento de oitocentas liras imperiais a serem pagas em parcelas até fevereiro de 1485. A estrutura de madeira foi confiada a Giacomo Del Maino.
Não se sabe por que Leonardo mudou o assunto do painel, preferindo o lendário encontro entre os pequenos Jesus e João narrado na Vida de João Batista atribuida a Serapião de Tmuis e em outros textos sobre a infância de Cristo. Pode ter sido Leonardo quem arbitrariamente decidiu a mudança, mas é possível que, dados os hábitos da época, tenha sido a pedido dos clientes tendo também em consideração o estilo algo “arcaico” do primeiro pedido. João Batista era de fato o protetor, junto com São Francisco, da Confraria da Imaculada Conceição, que portanto se reconhecia na figura do Batista ajoelhado diante de Jesus e abençoado por ele, e ao mesmo tempo protegido pela Virgem Maria.
Não foram pintados nem Deus-Pai nem os profetas e anjos ao "estilo grego". Foram pintados apenas dois anjos músicos por Giovanni A. de Predis nos painéis laterais que se encontram presentemente Galeria Nacional de Londres.

### A controvérsia e a nova versão
Foi muitas vezes referido que, devido ao não cumprimento contratual do assunto, a Confraria contestou a pintura, considerando-a inacabada, ou mesmo inadequada por heresia. Estudos mais precisos, baseados em documentos de arquivo relativos à disputa legal que opôs os artistas aos clientes, permitiram delinear uma história diferente.
Numa petição ao Duque de Milão, datável entre 1493 e 1494, Leonardo da Vinci e Ambrogio de Predis (Evangelista havia morrido no final de 1490 ou no início de 1491) reclamavam que a obra fosse paga mais do que o montante inicialmente acordado (200 ducados) porque a sua realização, sobretudo por causa do complexo  retábulo dourado e entalhado, tinha sido muito mais trabalhosa e dispendiosa. Os artistas pediram então uma compensação de 100 ducados para a pintura central, mas receberam apenas a oferta 25. Propuseram então que fossem nomeados "especialistas da Arte" que julgassem o trabalho ou que os clientes "deixem os ditos especialistas avaliarem a dita Nossa Senhora feita a óleo pela qual já receberam várias ofertas de cem ducados de pessoas que querem comprar a dita Nossa Senhora".

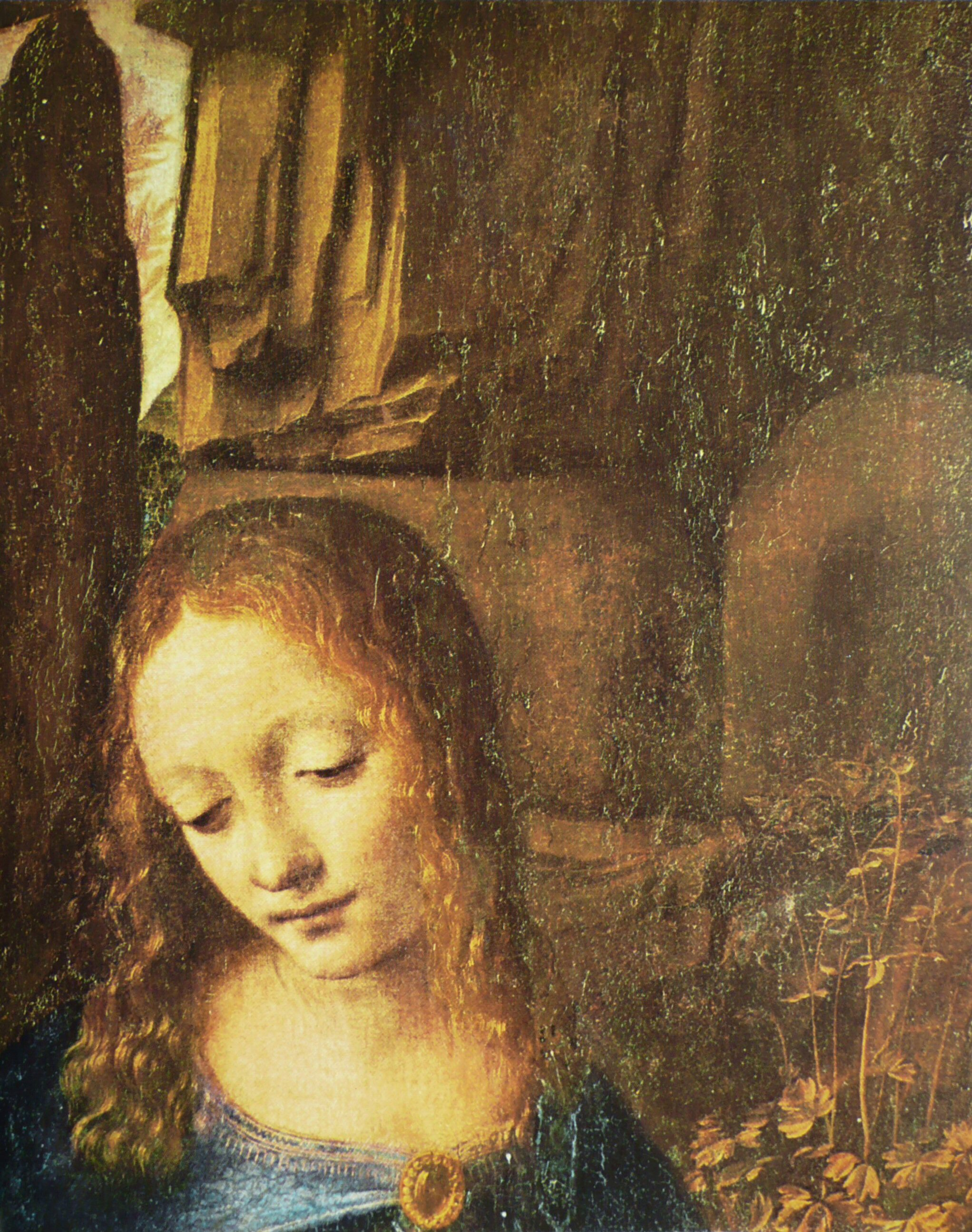
A Virgem Maria (detalhe)

Isto fez com que alguns supusessem que a primeira versão da Virgem dos Rochedos já havia sido entregue e que os autores estavam a pedir a restituição, enquanto outros afirmam que a obra nunca chegou à capela da Imaculada, estando ainda no estúdio dos artistas. Em particular, Marani argumenta sem rodeios que "os pintores estavam a tentar chantagear os confrades, pedindo um aumento do pagamento, sob pena de reterem a pintura no estúdio".
A diatribe entre Leonardo e a Confraria prolongou-se por vários anos e foi encerrada por sentença de 1506  pela qual a obra foi declarada "inacabada" e Leonardo foi obrigado a concluí-la no prazo de dois anos, mas foi-lhe reconhecida uma compensação de 200 liras (correspondendo a 50 ducados, metade do que ele havia solicitado inicialmente).

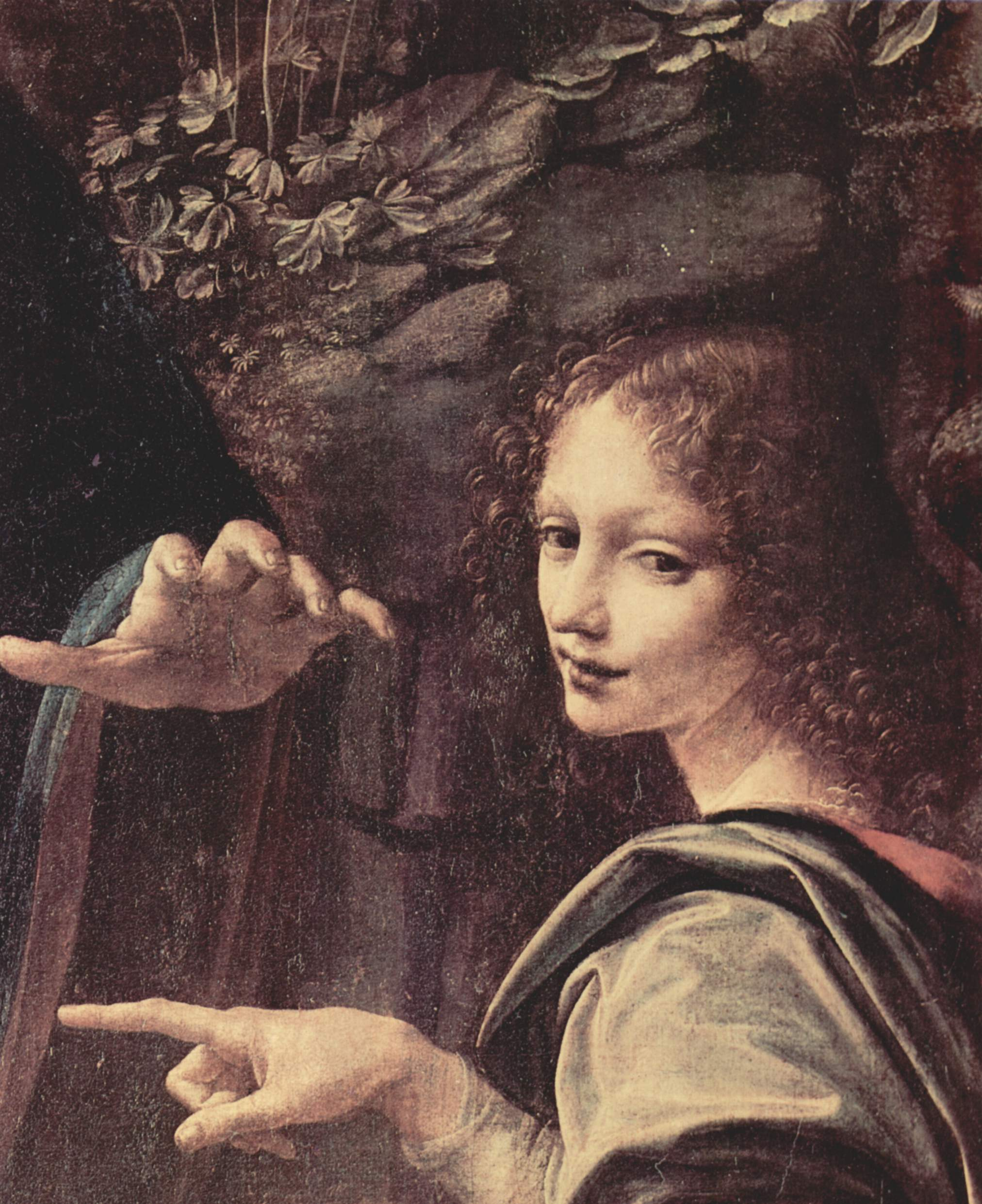
O Anjo (detalhe)

Entretanto Leonardo deixara Milão, retornara a Florença e visitara várias cidades. A segunda versão da Virgem dos Rochedos (Londres) que mitiga alguns dos aspectos mais revolucionários da primeira versão, já deve ter sido iniciada antes da partida de Leonardo (1499), tendo sido completada durante a sua segunda estada em Milão, em 1506. Na segunda versão, a Virgem Maria parece maior e majestosa, as duas crianças são mais reconhecíveis e acima de tudo desapareceu o gesto incomum da mão do anjo, que na primeira versão apontava para João, e o seu olhar dirigido ao espectador. Os atributos clássicos da iconografia tradicional, como os halos e o bastão com a cruz de João Batista, seriam acrescentados muitos anos depois, provavelmente nas primeiras décadas do século XVII.
Segundo uma hipótese recente, as duas versões da Virgem dos Rochedos devem ter sido realizadas para dois lugares de culto e clientes diferentes na mesma cidade de Milão: a primeira para a capela palatina da igreja de San Gottardo em Corte e a segunda para a capela da Imaculada na igreja de San Francesco Grande. Neste caso, no entanto, parece difícil explicar o fato de as duas obras não apenas versarem o mesmo tema, mas também a mesma forma curva no topo e as mesmas dimensões. Esta forma e estas dimensões eram de facto necessárias porque a pintura tinha que ser inserida na estrutura de madeira já predisposta para o altar da Imaculada Conceição por Giacomo del Maiano.

### Eventos subsequentes
A versão de Londres estava certamente na Igreja de S. Francisco pouco antes desta ter sido demolida em 1576; foi levada para a sede da Confraria e lá permaneceu até à sua extinção em 1785, quando foi vendido ao pintor inglês Gavin Hamilton, que a levou para Inglaterra.
O destino da primeira versão, a de Paris, é mais incerto e nenhuma das várias hipóteses sobre a chegada da obra a França encontrou ainda uma confirmação documental. Na hipótese mais aceite, durante a longa disputa legal entre Leonardo e Ambrogio de Predis contra a Confraria da Imaculada, a primeira versão teria sido vendida a alguém que fez uma generosa oferta de compra, talvez o próprio duque Ludovico Sforza que a teria exposto na capela do palácio ducal, e teria caido depois nas mãos dos franceses junto com todos os seus bens.
Outros estudiosos argumentam que o painel hoje no Louvre seria identificável com a Maestà enviada por Ludovico Sforza como presente a Maximiliano d'Asburgo por ocasião do casamento deste com Branca Maria Sforza, em 1493, e a passagem para a França teria acontecido muitos anos depois, por ocasião de outro casamento, o de Leonor d'Asburgo, sobrinha de Maximiliano, com Francisco I de França.
Em todo o caso, a primeira presença documentada da pintura nas coleções francesas data de 1625, quando Cassiano dal Pozzo, que acompanhara o  cardeal Barberini na sua estada na França, a viu no Palácio de Fontainebleau na galeria das pinturas. A pintura estava registada no catálogo do Museu Real em 1830 e no início do século XIX foi realizada a transferência para tela pelo restaurador François Toussaint Hacquin, segunda prática então muito frequente.
A influência desta composição sobre outros artistas foi enorme, existindo, de facto, inúmeras cópias por artistas italianos e estrangeiros. Em particular, uma pintura abrigada na Igreja de Santa Giustina (Affori), Milão, foi provavelmente realizada por Ambrogio de Predis nos mesmos anos em que os dois colaboraram para a realização da famosa pintura. Outra cópia, atribuída a Melzi, está atualmente no convento das freiras Orsolinas, na Via Lanzone, em Milão.
Entre as muitas variações do tema, também de mencionar a chamada "terceira versão" da pintura (versione Cheramy), que pertence a uma colecção particular na Suíça e por alguns (incluindo Carlo Pedretti). atribuída ao próprio Leonardo da Vinci.